# Herb gminy Brzuze
Herb gminy Brzuze – jeden z symboli gminy Brzuze, ustanowiony 28 października 2022.

## Wygląd i symbolika
Herb przedstawia na tarczy koloru zielonego złoty krzyż, po jego obu stronach srebrne lilie ze złotymi łodygami, a pod nimi trzy srebrne i dwie błękitne linie faliste.